# Hans Minzloff
Hans Minzloff (* 16. Februar 1890 in Berlin; † 19. September 1962 ebenda) war ein deutscher Filmarchitekt mit langjähriger Karriere beim deutschen Unterhaltungskino.

## Leben
Der Sohn des Bildhauers Viktor Minzloff hatte eine Ausbildung zum Theatermaler erhalten und kurzzeitig auch Architektur an der Technischen Hochschule in Berlin studiert. Praktische Erfahrungen sammelte der seit 1918 filmaktive Minzloff bei dem Bühnenbildner und Filmarchitekten Ernst Stern. Als dessen Mitarbeiter entwarf er zum Beispiel 1921 einige ägyptische Dekorationen zu Ernst Lubitschs Monumentaldrama Das Weib des Pharao und war auch an Lubitschs letzter deutscher Produktion Die Flamme beteiligt.
1924 avancierte Hans Minzloff zum Chefarchitekten bei der Kulturabteilung der UFA. Seine Aufgabe war die Umsetzung von Entwürfen arrivierter Kollegen wie Botho Höfer, Walter Reimann und Carl Stahl-Urach. 1926 wechselte er zur AAFA und blieb bis 1930 weiterhin als Juniorpartner Höfer zugeordnet. In den gesamten 30er Jahren stattete Hans Minzloff vor allem B-Filme kleinerer Produktionsgesellschaften aus, ambitionierte Werke wie das Heinrich-George-Drama Stützen der Gesellschaft und das Heinz-Rühmann-Lustspiel Der Mustergatte blieben Ausnahmen. Ab Kriegsausbruch 1939 war der Szenenbildner auch für größere Firmen (Bavaria, Tobis, Terra) aktiv.
Nach vier Jahren filmloser Zeit verpflichtete ihn 1949 die DEFA. Minzloff war bis zum Ende seines Vertrages 1958 aber nur an wenigen, minder bedeutenden Filmen der DDR-Staatsfirma beteiligt, meist in untergeordneter (= Bauten ausführender) Funktion.
Sein Neffe Hans L. Minzloff war ein Kameramann, Regisseur und Kulturfilmproduzent.

## Filmografie (Auswahl)
- 1924: Kampf um die Scholle
- 1925: Wunder der Schöpfung
- 1926: Der lachende Ehemann
- 1926: Faschingszauber
- 1927: Der letzte Walzer
- 1927: Der Bettelstudent
- 1927: Wochenendzauber
- 1927: Mein Freund Harry
- 1928: Dragonerliebchen
- 1928: Großstadtjugend
- 1928: Robert und Bertram
- 1928: Der Unüberwindliche
- 1928: Der moderne Casanova
- 1928: Der Faschingsprinz
- 1928: Die Zirkusprinzessin
- 1929: Das närrische Glück
- 1929: Der schwarze Domino
- 1929: Die fidele Herrenpartie
- 1929: Die Konkurrenz platzt!
- 1929: Tempo! Tempo!
- 1929: Es flüstert die Nacht …
- 1929: Donauwalzer
- 1929: Dich hab’ ich geliebt
- 1930: Der Korvettenkapitän
- 1930: Seitensprünge
- 1931: Der Draufgänger
- 1932: Eine von uns
- 1933: Der Page vom Dalmasse-Hotel
- 1933: Die Stimme der Liebe
- 1934: Der verlorene Sohn
- 1934: Die Liebe und die erste Eisenbahn
- 1935: Der mutige Seefahrer
- 1935: Stützen der Gesellschaft
- 1935: Hilde Petersen postlagernd
- 1936: Der Kaiser von Kalifornien
- 1936: Stärker als Paragraphen
- 1936: Der lustige Witwenball
- 1936: Die gläserne Kugel
- 1937: Der Mustergatte
- 1938: Der nackte Spatz
- 1939: Seitensprünge
- 1940: Die 3 Codonas
- 1940: Falstaff in Wien
- 1940/53: Panik
- 1943/52: Moselfahrt mit Monika
- 1945: Sag’ endlich ja (unvollendet)
- 1950: Das kalte Herz
- 1952: Geheimakten Solvay
- 1952: Störenfriede
- 1953: Das kleine und das große Glück
- 1953: Das geheimnisvolle Wrack
- 1954: Carola Lamberti – Eine vom Zirkus
- 1955: Heimliche Ehen
- 1957: Emilia Galotti